# Vincon Vrancea
Vincon Romania este unul dintre cei mai mari producători de vinuri și vinarsuri din România. Înființată în anul 1949, compania deține astăzi peste 1.500 hectare cultivate cu viță de vie în Regiunea Viticolă a Piemontului de la Curbura Carpaților, unde deține terenuri în podgorii cu renume: Cotești, Odobești, Panciu. Compania deține și terenuri din podgoria Huși. 
În urma privatizării din anul 1999, doamna Luchi Georgescu a devenit acționarul majoritar al companiei.
Compania deține 11 ferme viticole, 3 combinate de condiționare a vinului și 10 crame, între care cramele legendare Beciul Domnesc și Paradis.

## Brandurile Vincon
Portofoliul Vincon Vrancea cuprinde peste 150 de produse, din categoriile: vin, vinars, oțet, alcool sanitar.
Brandurile de vin din portofoliul companiei sunt Ambrosio, Comoara Pivniței, Egregio, Rose Verite, Oenoteca, Casa Vrancea, Beciul Domnesc Grand Reserve, Beciul Domnesc, 7 Păcate, Viță Românească, Macho, Karpaten Berge, Proles Pontica, Galbena de Odobești, Premiat, Muscățel, Podgoriile Vrancei, Vinul de Evenimente și Vinul de Petrecere.
Brandurile de vinars din portofoliul companiei sunt Miorița și Jad.

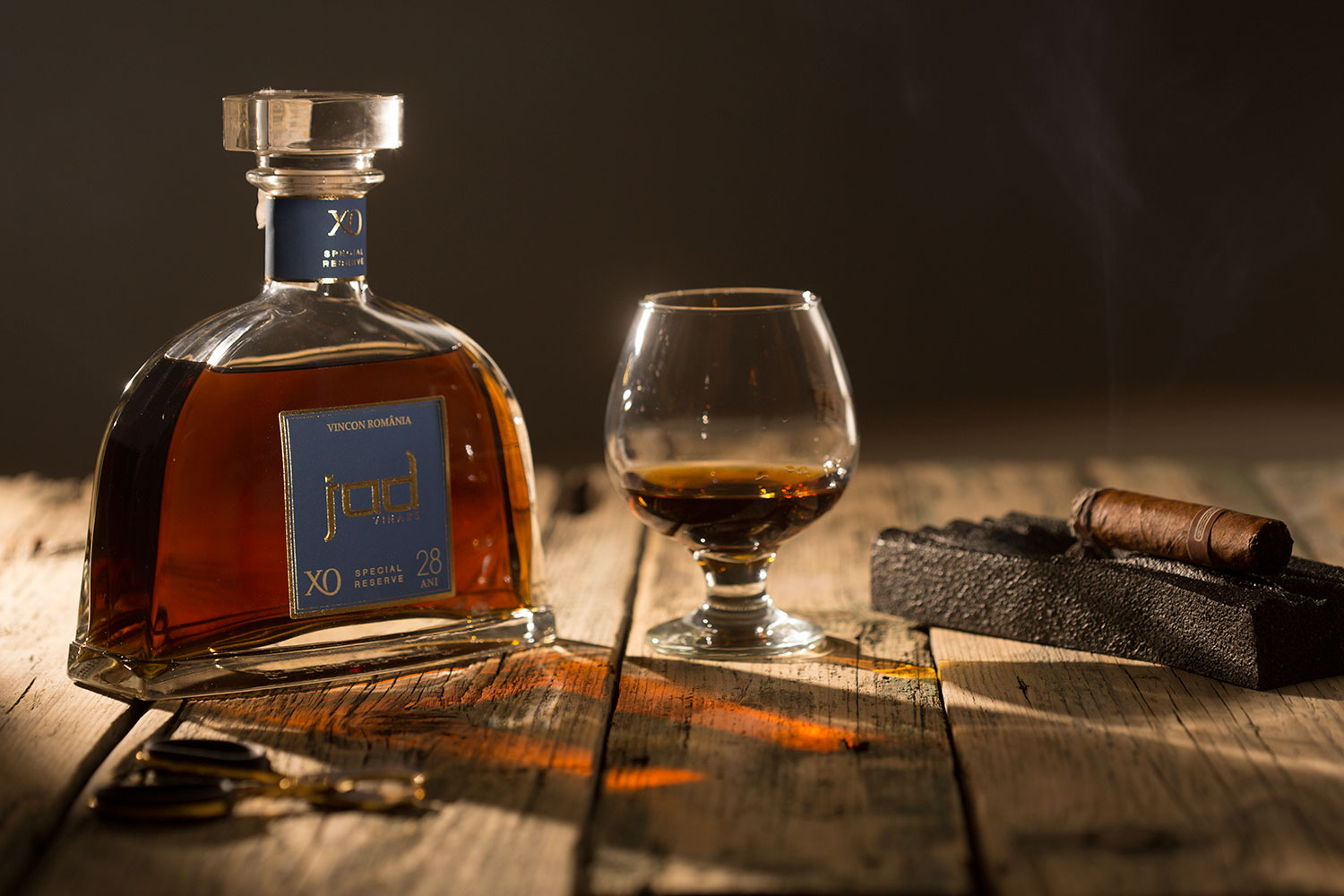
Jad
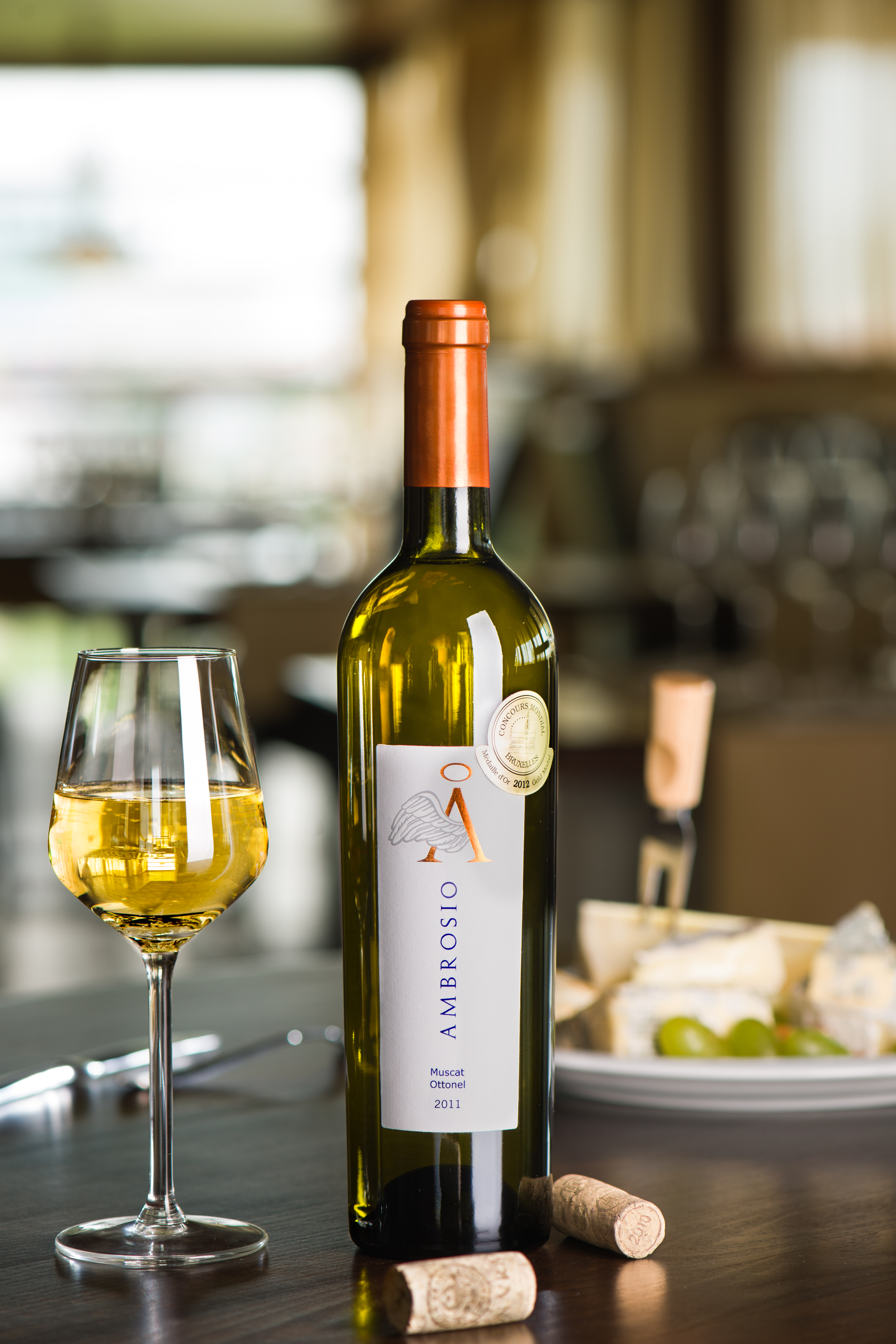
Ambrosio
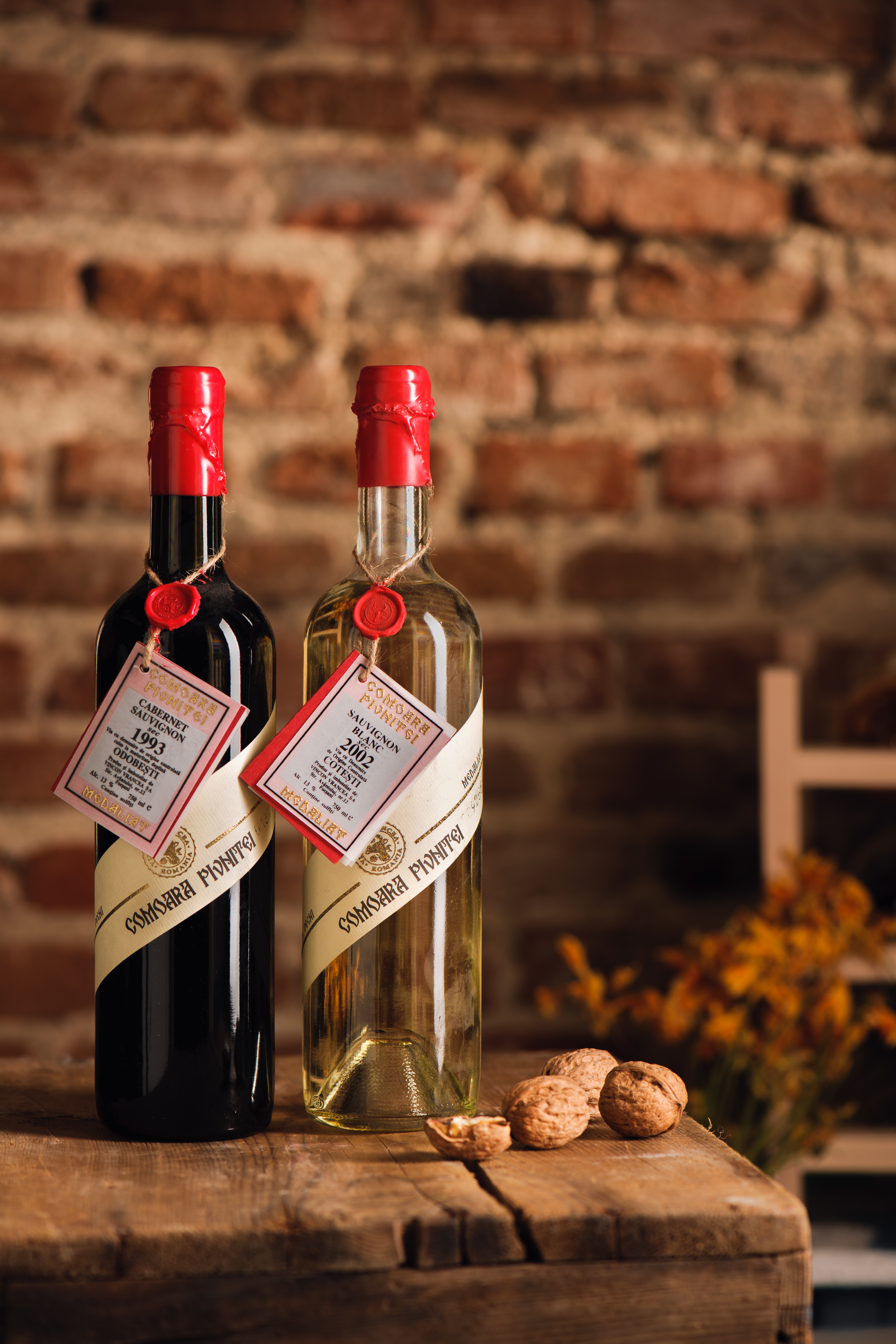
Comoara Pivniței
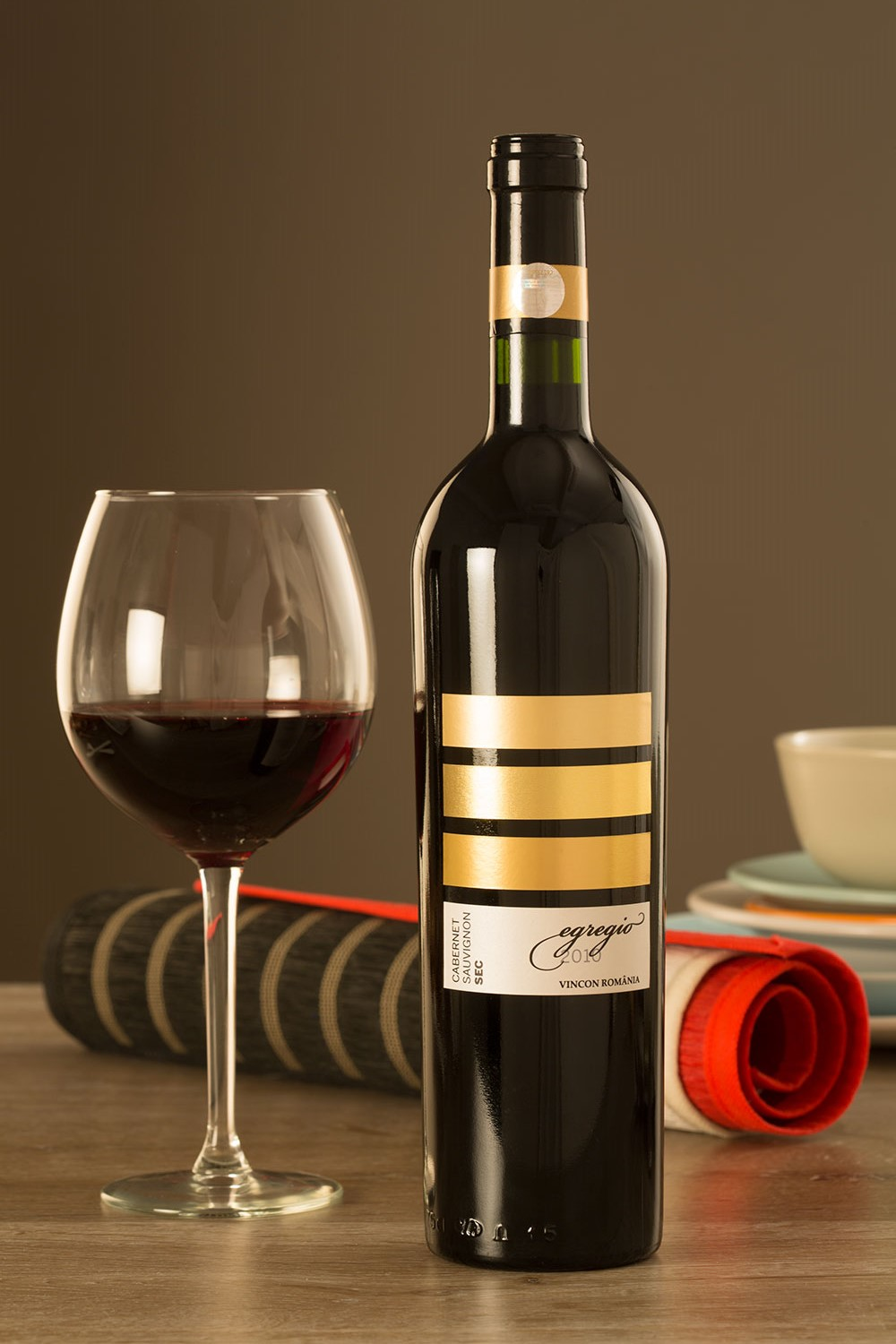
Egregio
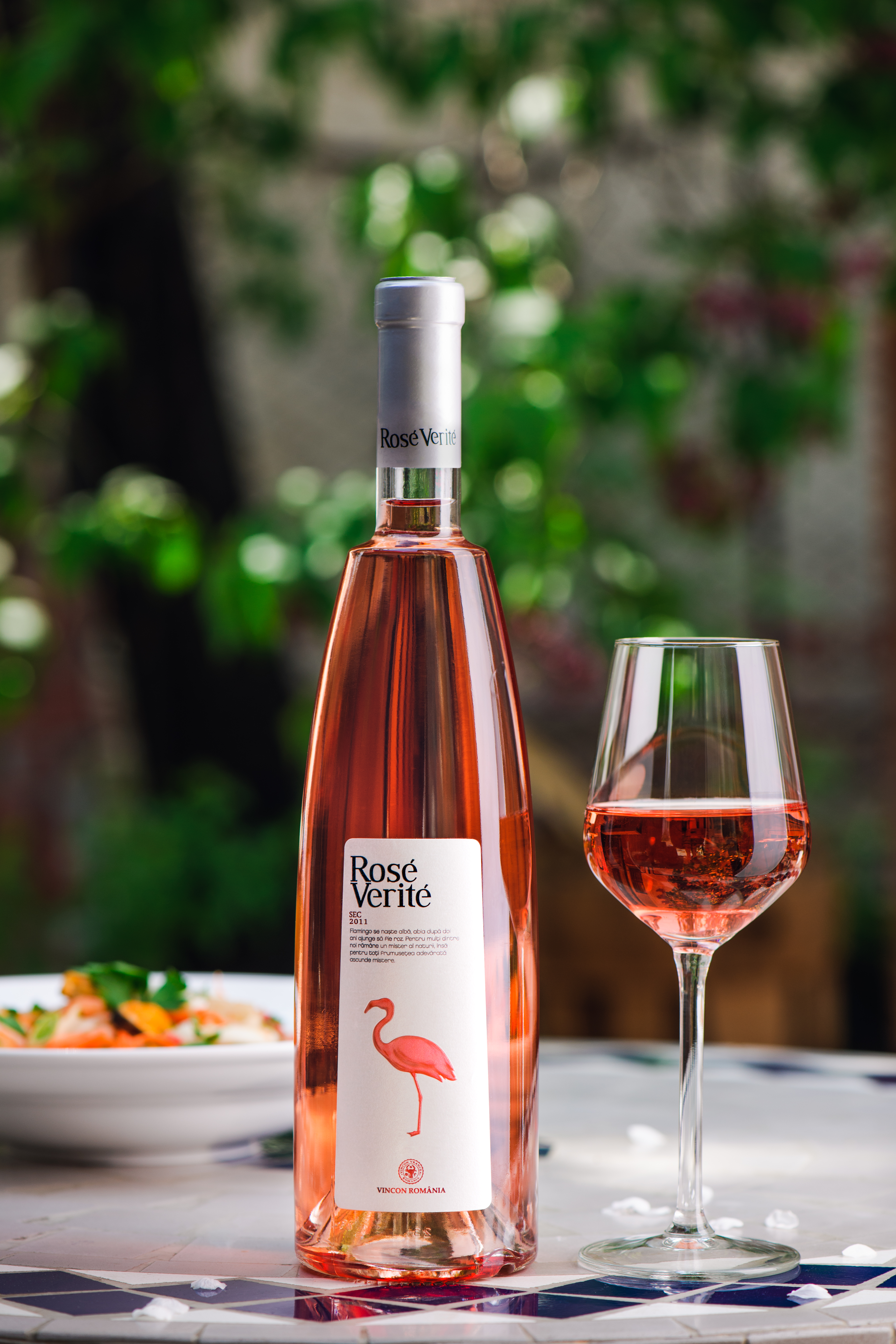
Rose Verite
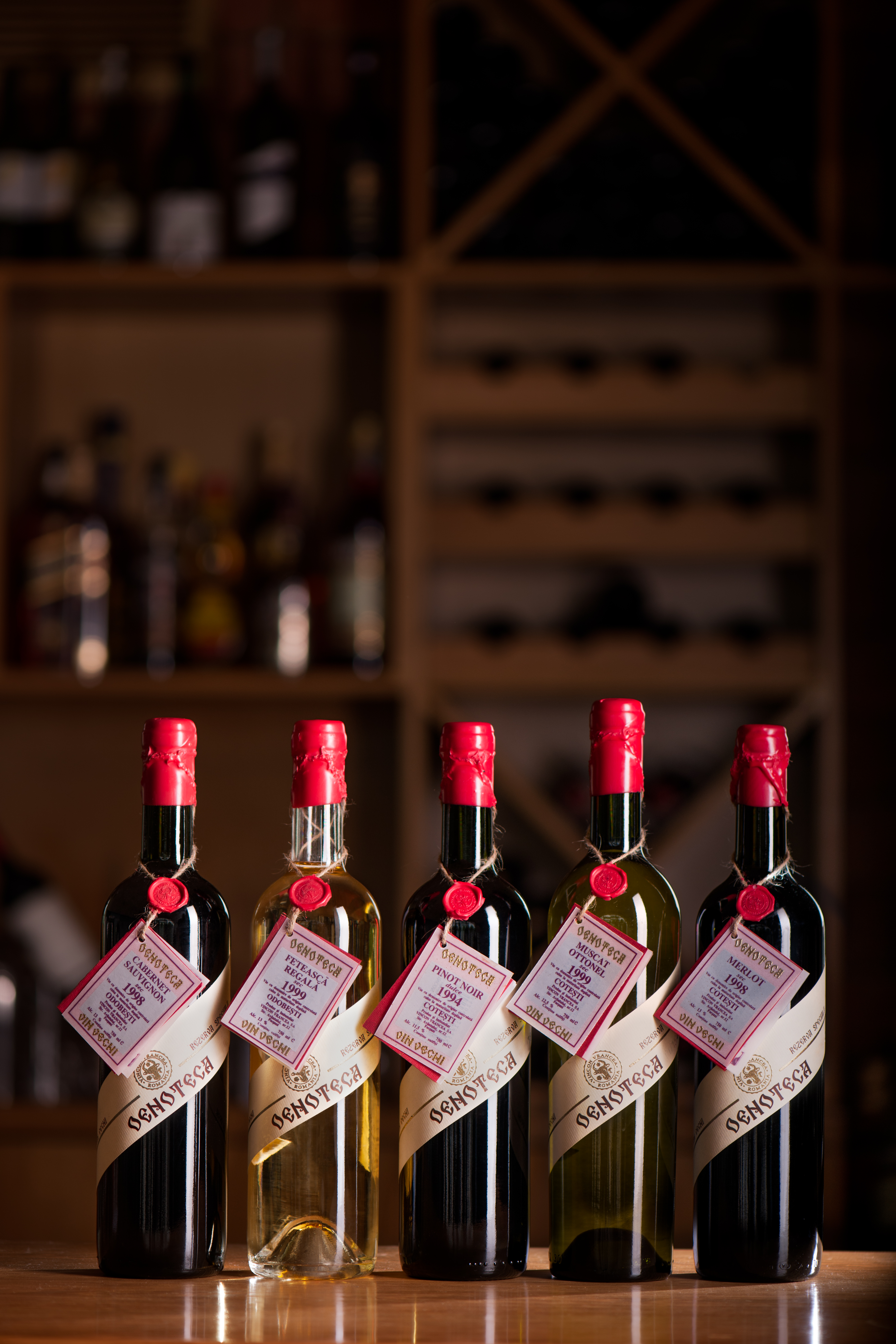
Oenoteca
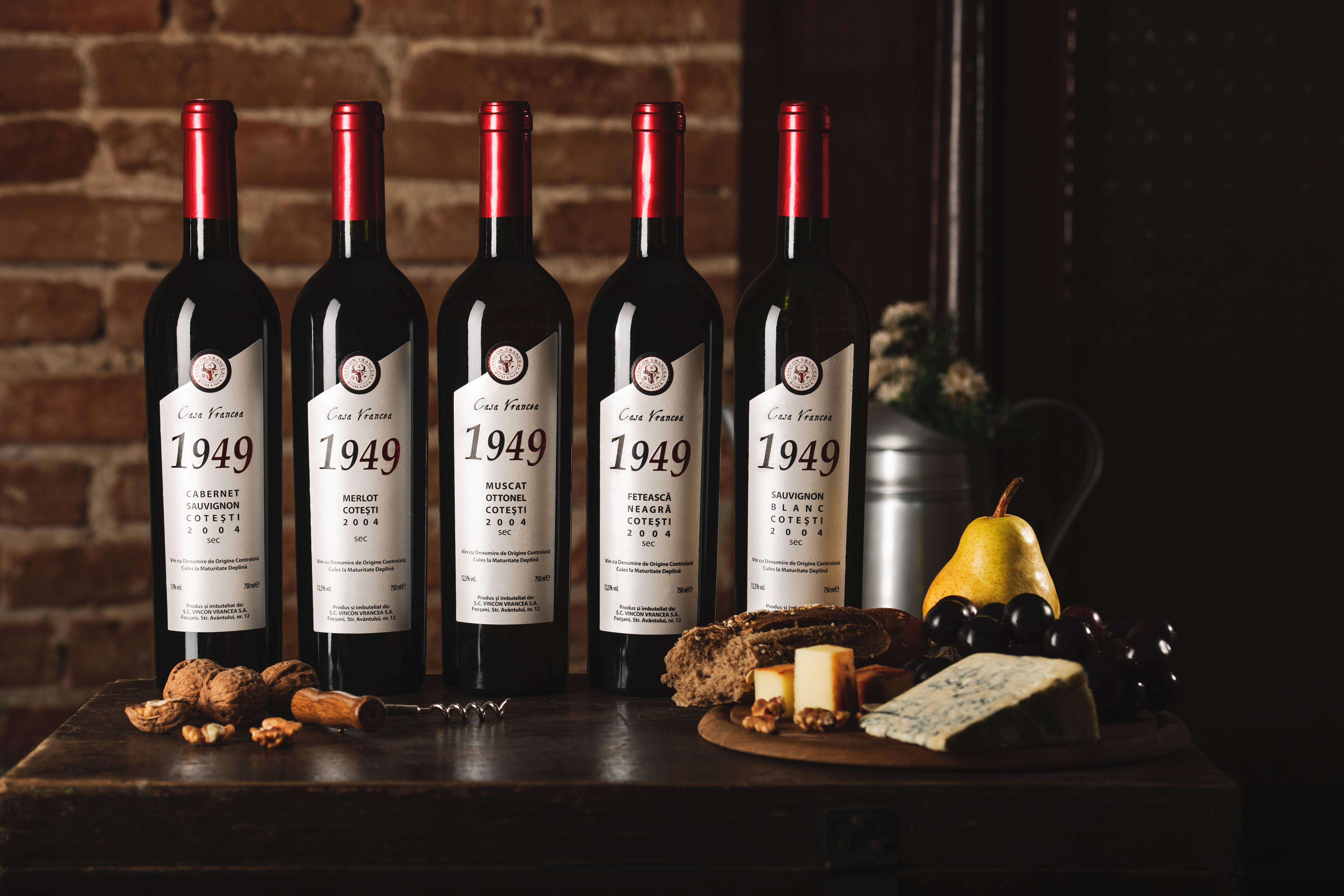
Casa Vrancea
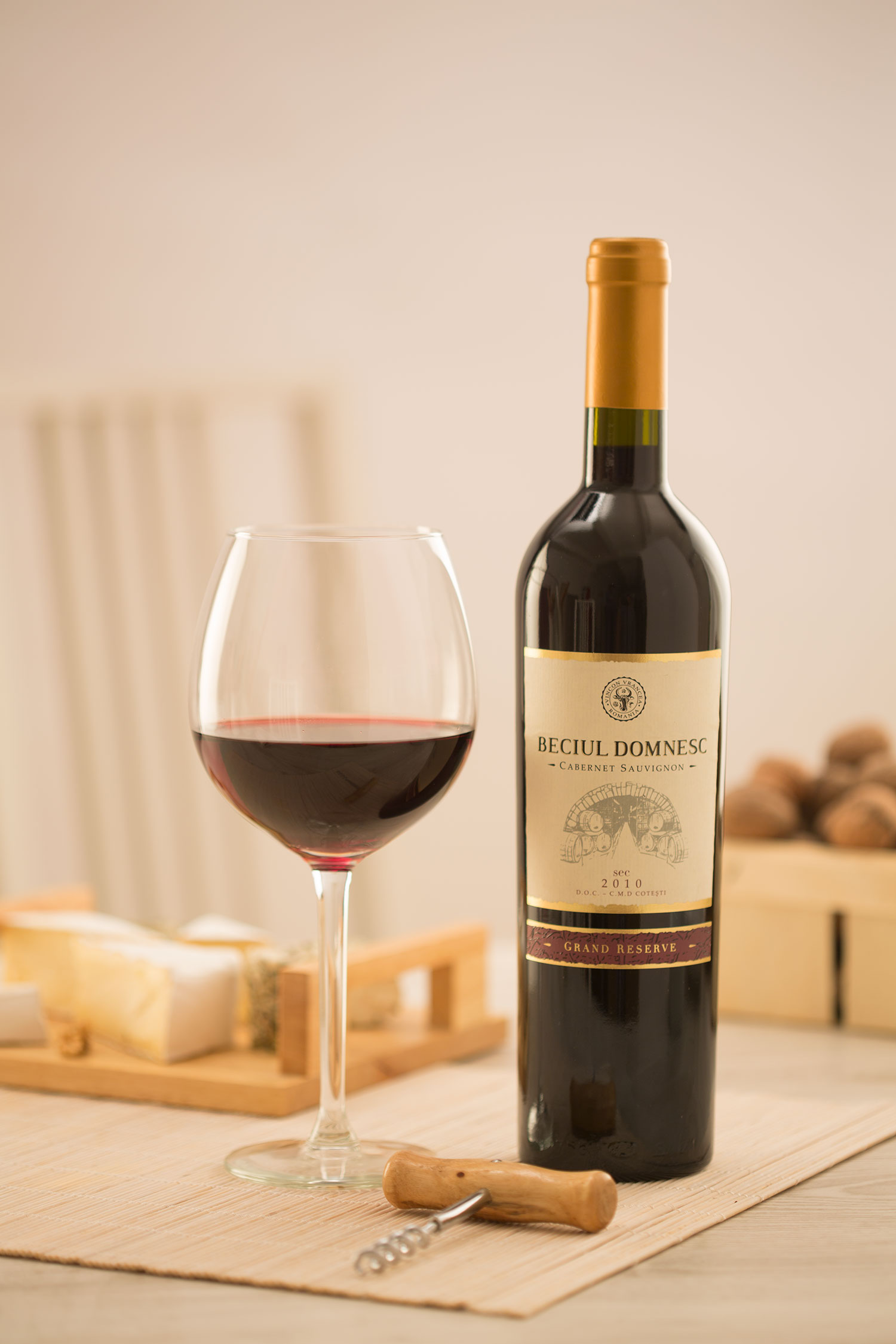
Beciul Domnesc Grand Reserve
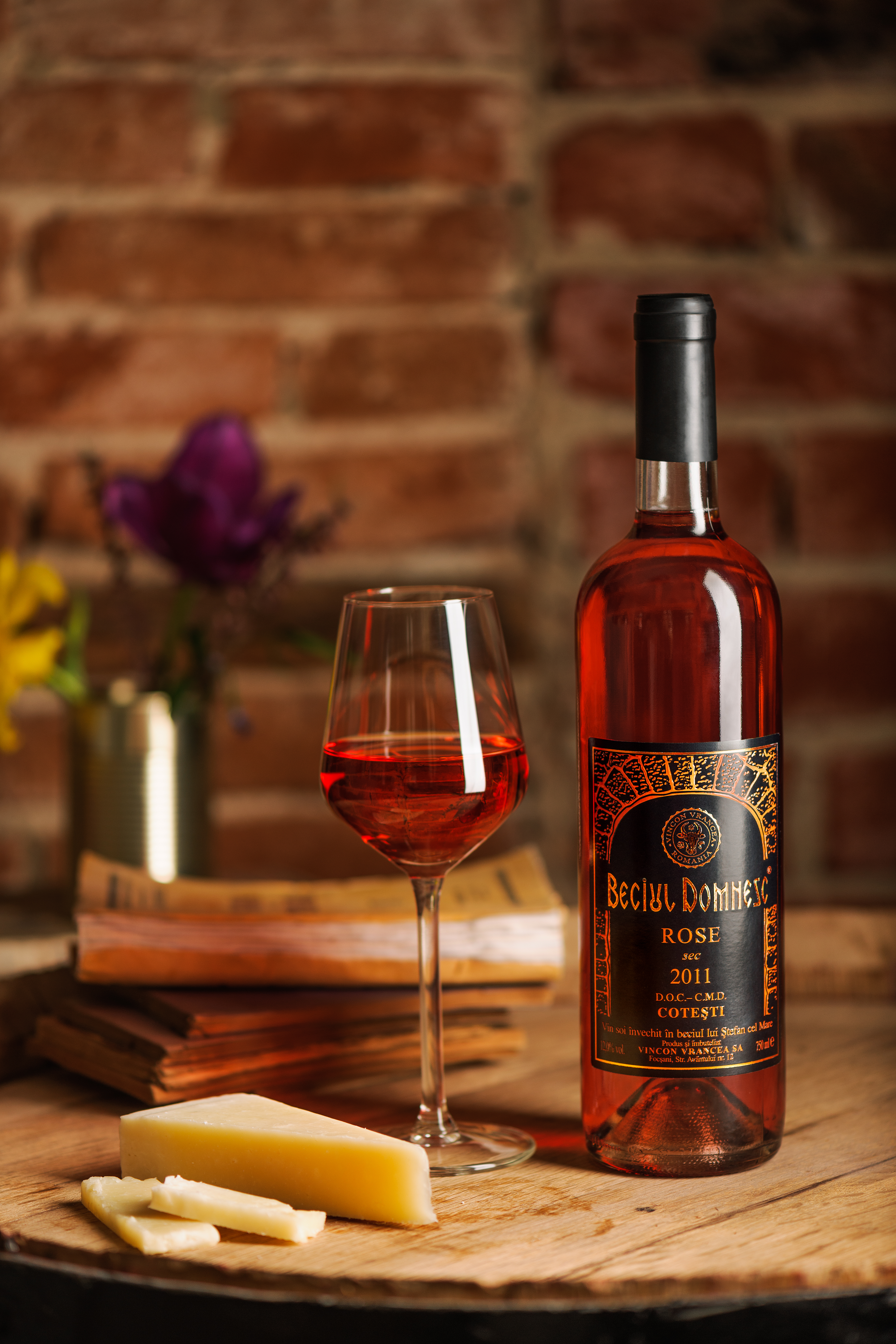
Beciul Domnesc
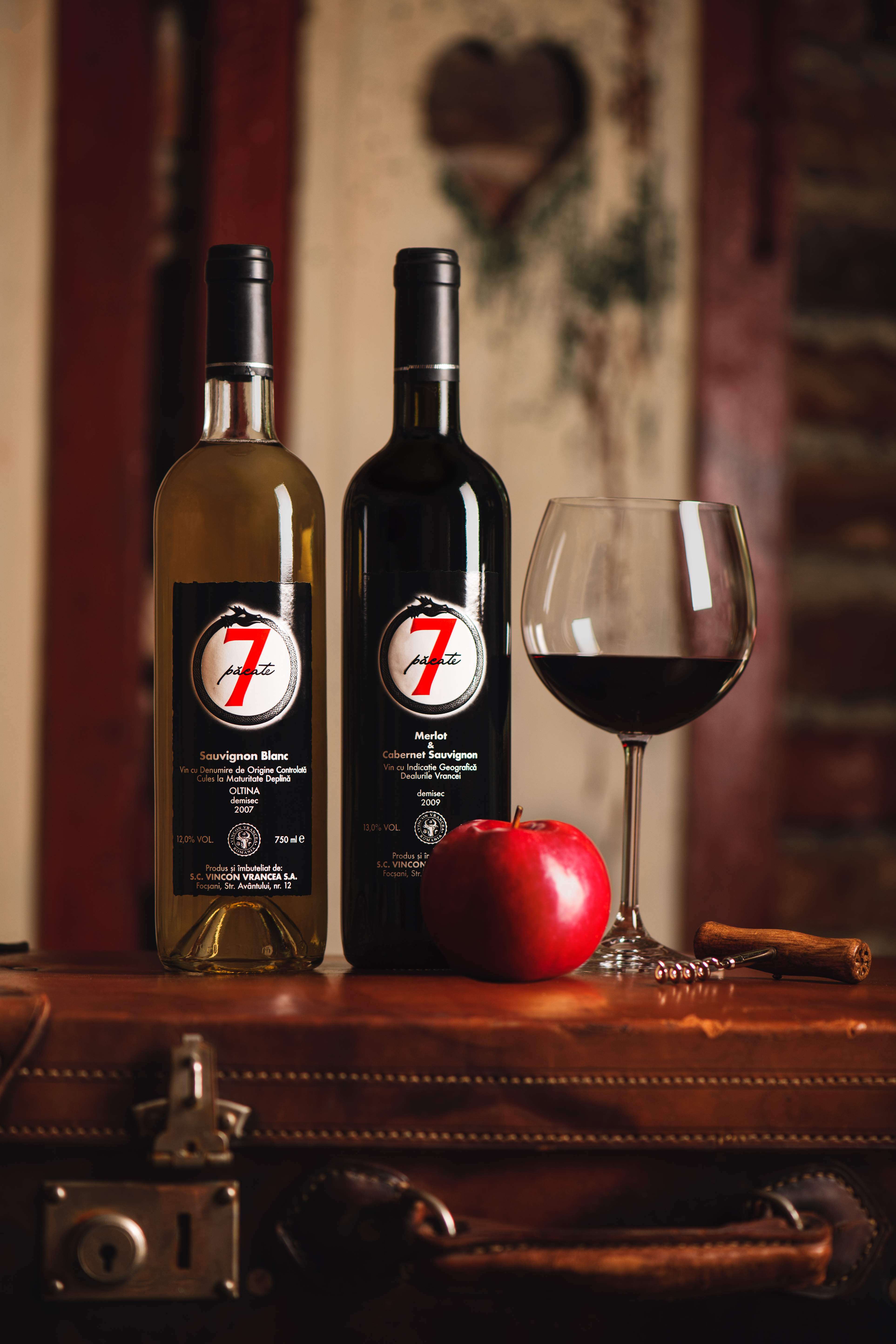
7 Păcate
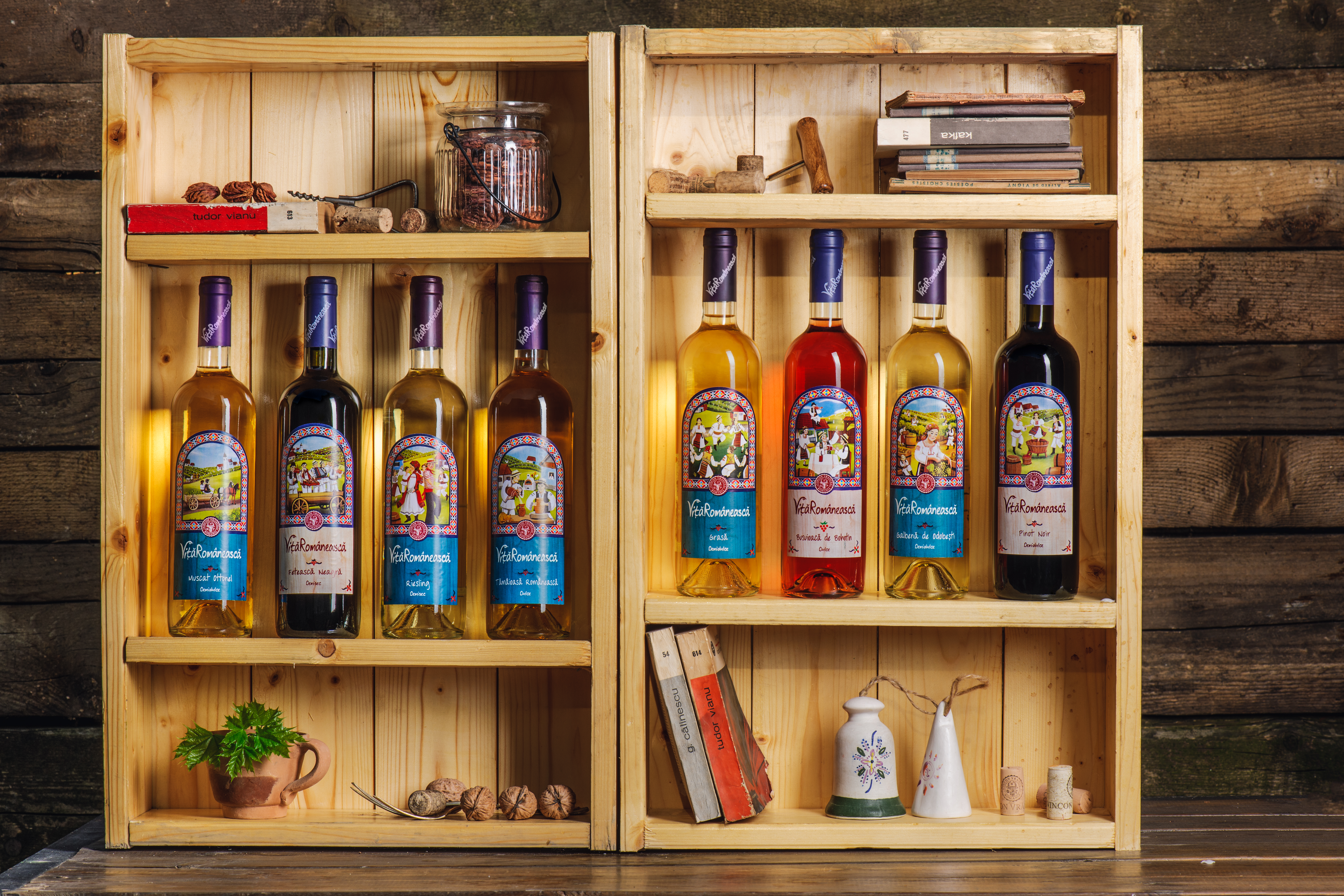
Vița Românească
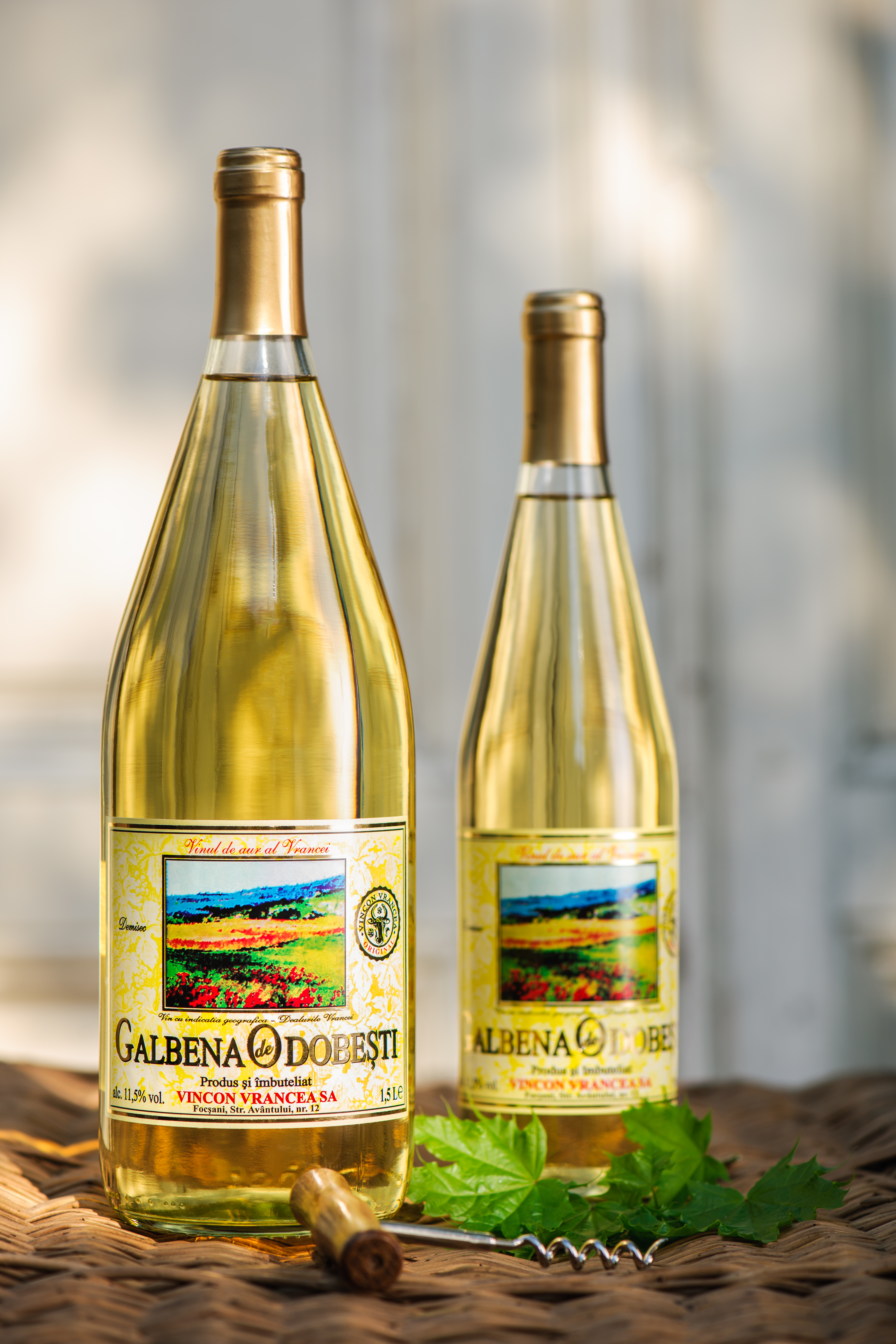
Galbenă de Odobești
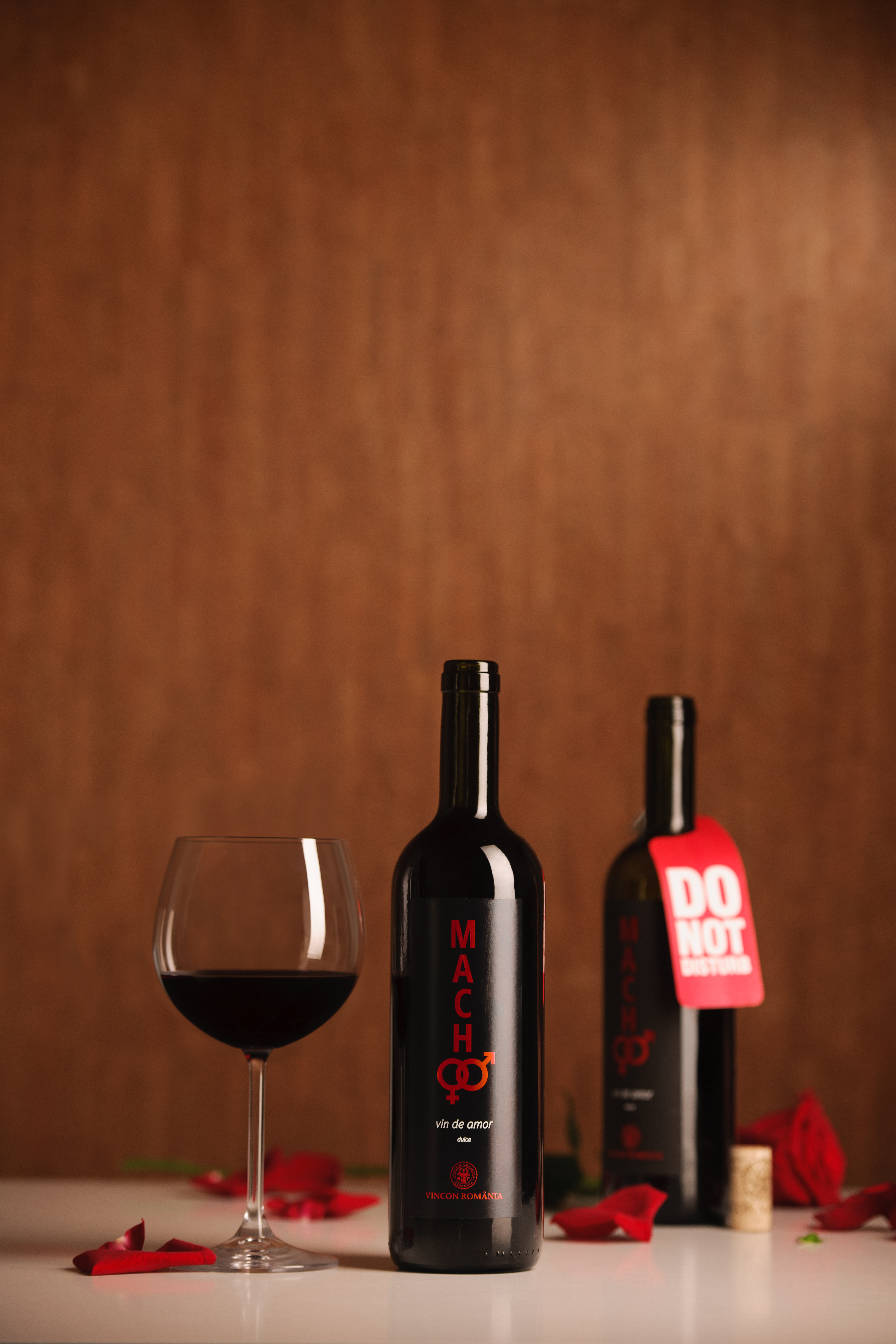
Macho
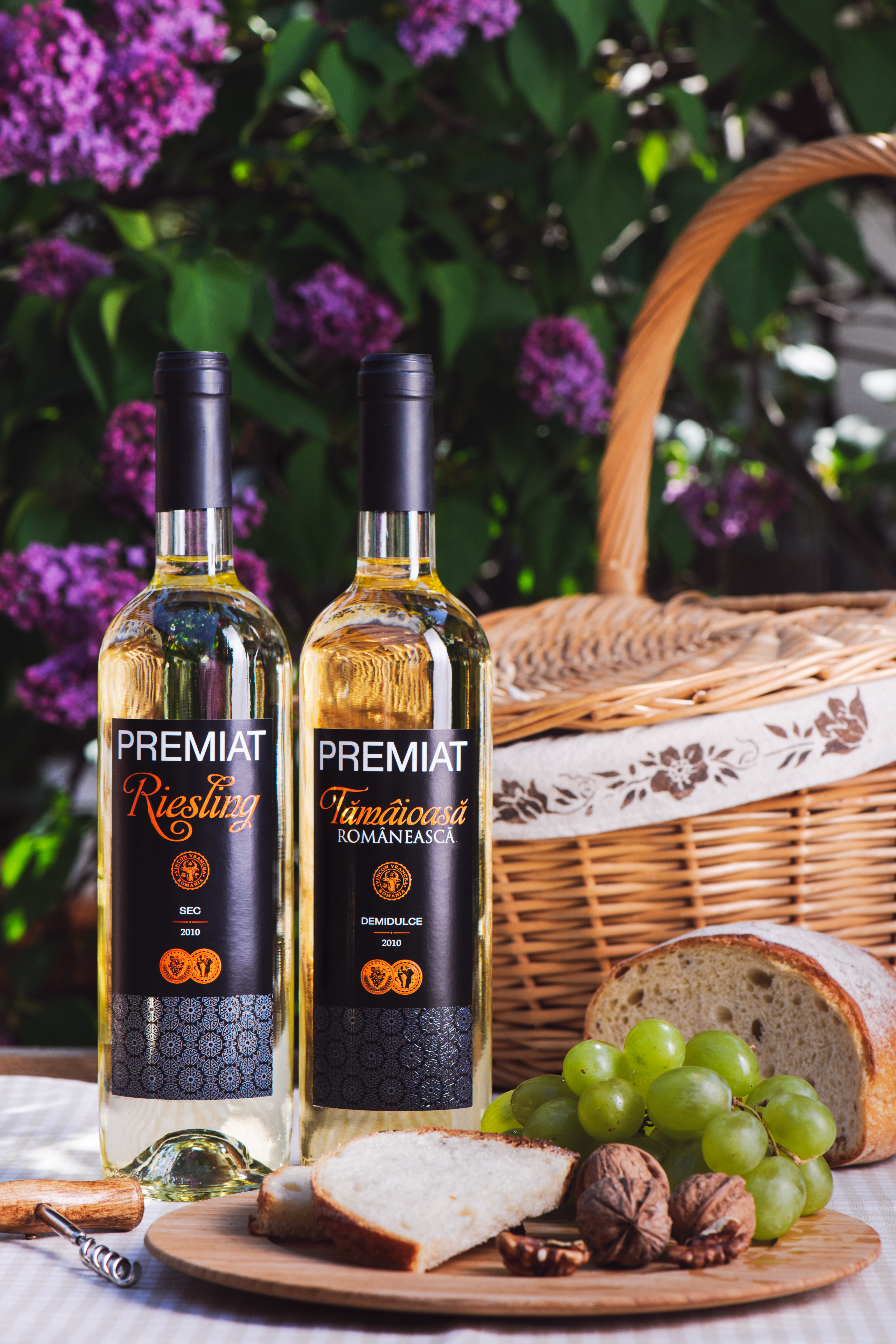
Premiat
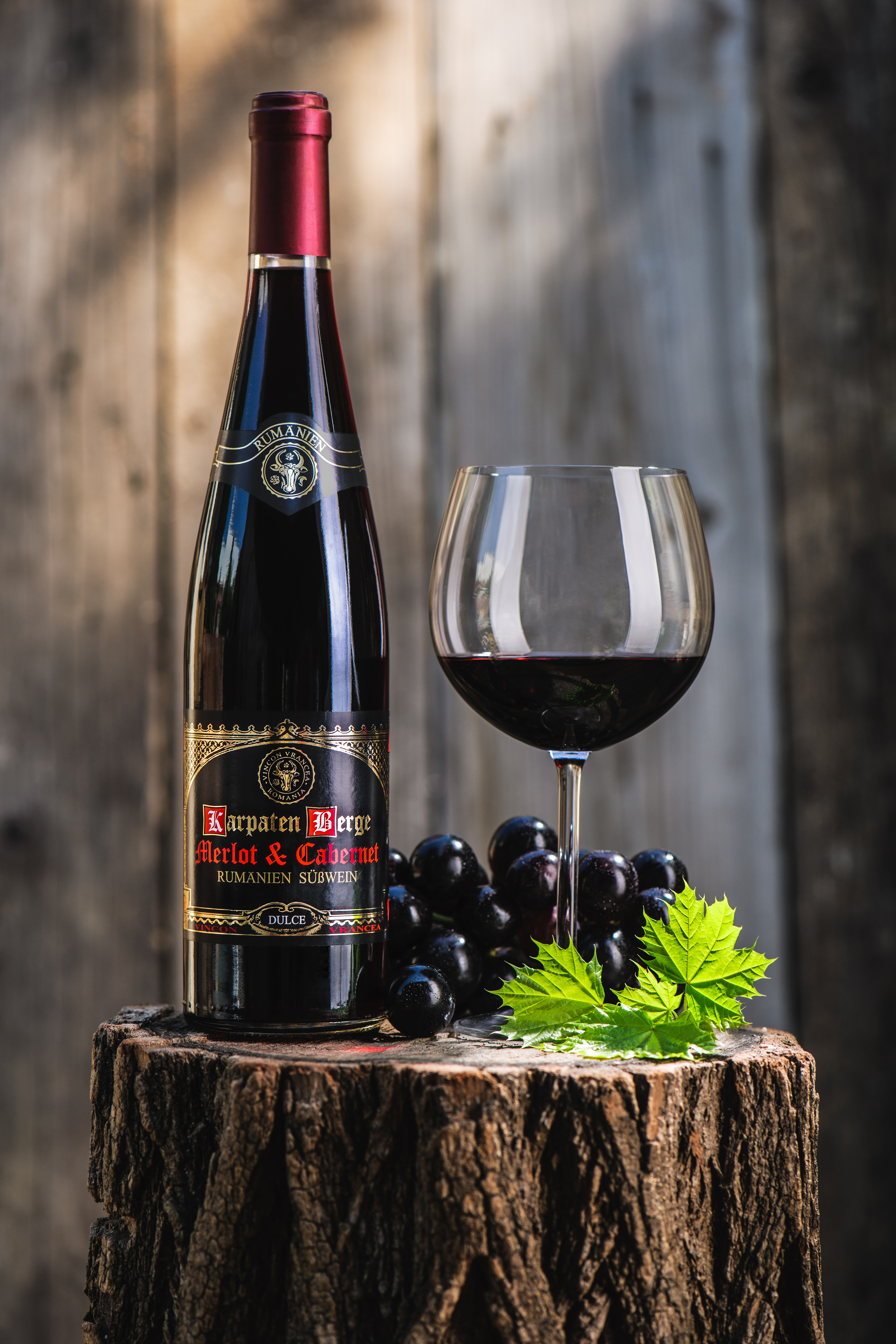
Karpaten Berge

## Soiurile cultivate
Vinurile comercializate de Vincon Vrancea cuprind atât soiuri românești, cât și internaționale.
- Soiuri albe: Riesling Italian, Riesling de Rhin, Traminer, Aligote, Muscat Ottonel, Chardonnay, Sauvignon Blanc, Zghihară de Huși, Șarba, Galbenă de Odobești, Fetească Albă, Fetească Regală, Tămâioasă Românească, Grasă[4].
- Soiuri rose: Busuioacă de Bohotin
- Soiuri roșii: Cabernet Sauvignon, Merlot, Pinot Noir, Fetească Neagră

## Rezultate economice
Cifra de afaceri în 2014: 40 milioane euro 